# 克拉斯諾比爾卡
50°35′22″N 29°17′25″E / 50.58944°N 29.29028°E
克拉斯諾比爾卡（烏克蘭語：Краснобірка）是烏克蘭北部的村莊，隸屬日托米爾州的日托米爾區。該村面積2.18平方公里，海拔高度169米，2001年人口972，人口密度每平方公里445.67人。